# Halysidota masoni
Halysidota masoni là một loài bướm đêm thuộc phân họ Arctiinae, họ Erebidae.